# Spigelia schultesii
Spigelia schultesii är en tvåhjärtbladig växtart som beskrevs av Francisco Javier Fernández Casas. Spigelia schultesii ingår i släktet Spigelia och familjen Loganiaceae. Inga underarter finns listade i Catalogue of Life.